# Albert Powel Shewman
Albert Powel Shewman (* 24. September 1866 in Oil Springs, Kanada; † 20. Januar 1901 in Mesa, Arizona-Territorium) war ein US-amerikanischer Politiker.

## Werdegang
Albert Powel Shewman, Sohn von Carlton Miller Shewman (1832–1913) und seiner Ehefrau Elizabeth (1841–1931; Geburtsname: Harrison), wurde 1866 in der Provinz Ontario geboren.
Der Gouverneur vom Arizona-Territorium Benjamin Joseph Franklin ernannte ihn 1897 zum neuen Superintendent of Public Instruction vom Arizona-Territorium, um die Vakanz zu füllen, die durch den Rücktritt von Thomas E. Dalton am 2. März 1897 entstand. Er bekleidete den Posten bis zu seinem Rücktritt im Jahr 1898. Während dieser Zeit saß er im Arizona Board of Regents.
Mit seiner Ehefrau Ada, geborene Gibbons, hatte eine Tochter namens Pearl (* 1889).
Nach seinem Tod wurde er auf dem Stadtfriedhof von Mesa beigesetzt.